# Герб Бахчисарая
Герб Бахчисарая — офіційний символ міста Бахчисарай Бахчисарайського району Автономної Республіки Крим, затверджений 17 лютого 1988 року.
Автори: В. Я. Борисов, В. М. Кепь.

## Опис герба
Герб Бахчисарая представляє за формою щит, обмежений з боків вертикальними гранями. Знизу він має завершення у формі перевернутої прямолінійної арки із заокругленням біля бічних граней. Зверху — завершення у формі кругової плоскої арки.
Пропорційно герб окантований і вписаний прямокутник побудований в «золотому перерізі», із співвідношенням сторін 1:1,4.
За кольором герб розбитий на три основні сектори:
- у верхній половині герба площину синього кольору;
- у лівій від вертикальної осі нижньої чверті площину червоного кольору;
- у правій від вертикальної осі нижньої чверті площину жовтого кольору.
Три основні кольори, введені в герб, несуть смислове навантаження, відбиваючи риси, найбільш характерні для Бахчисарая.
Червоний колір символізує життєву активність, історичну пам'ять, родючість. Жовтий колір — велика кількість сонячного світла, південного тепла, привітність. Синій колір — зв'язок значень «вода-життя», велика кількість цілющого гірського повітря.
У центрі герба на стику колірних площин — центральна частина всесвітньо відомого Бахчисарайського «фонтану сліз» (чаша і п'ятипелюсткова квітка-крапельниця).
Колір чаші та квітки білий. У чаші на фоні семи листя — дві троянди жовтого (ліворуч) та червоного (праворуч) кольорів.
Ці основні елементи композиції герба символізують багатовікову історію міста, його унікальні пам'ятки культури та архітектури, нерозривний зв'язок традицій, культур, пам'ять про російського поета О. С. Пушкіна та його поему «Бахчисарайський фонтан».
Чаша з трояндами на зеленому тлі листя — символ, що розкриває назву міста Бахчисарай як міста-саду, його минуле, сьогодення та майбутнє.
Зверху над чашею з трояндами та крапельницею на синьому фоні зображено столову гору, гора-корабель (Тепе-Кермен, Чуфут-Кале) — плоске плато з вертикальними урвищами, що переходять у три пологі укоси — символ Бахчисарайського ландшафтного району. Колір гори — білий.
У нижній частині герба (праворуч на жовтому тлі вапняно-цементна піч (її найдавніша форма): трапеція з арочним склепінням по центру, трьома мовами полум'я над піччю та одним з аркового склепіння — символ будівельної індустрії міста, що має глибоке історичне коріння. мов полум'я червоний.
Зліва від печі на червоному тлі яблуко на гілці — символ родючості міста, його харчової промисловості. Колір яблука — жовтий.

## Історія
Першим зафіксованим в історії символом Бахчисарая були переплетені змії ханського роду Ґіреїв. Саме їх було зображено на палацовому гербі Ханського палацу Бахчисарая.
У 1875 року було складено проект герба Бахчисарая, як міста Таврійської губернії: У зеленому щиті срібний мінарет із золотим півмісяцем, супроводжуваний з обох боків двома золотими російськими православними шестикінцевими хрестами. У вільній частині щита зображався герб Таврійської губернії. Передбачалося, що щит обрамлятимуть виноградні лози, перев'язані Олександрівською стрічкою.

## Галерея

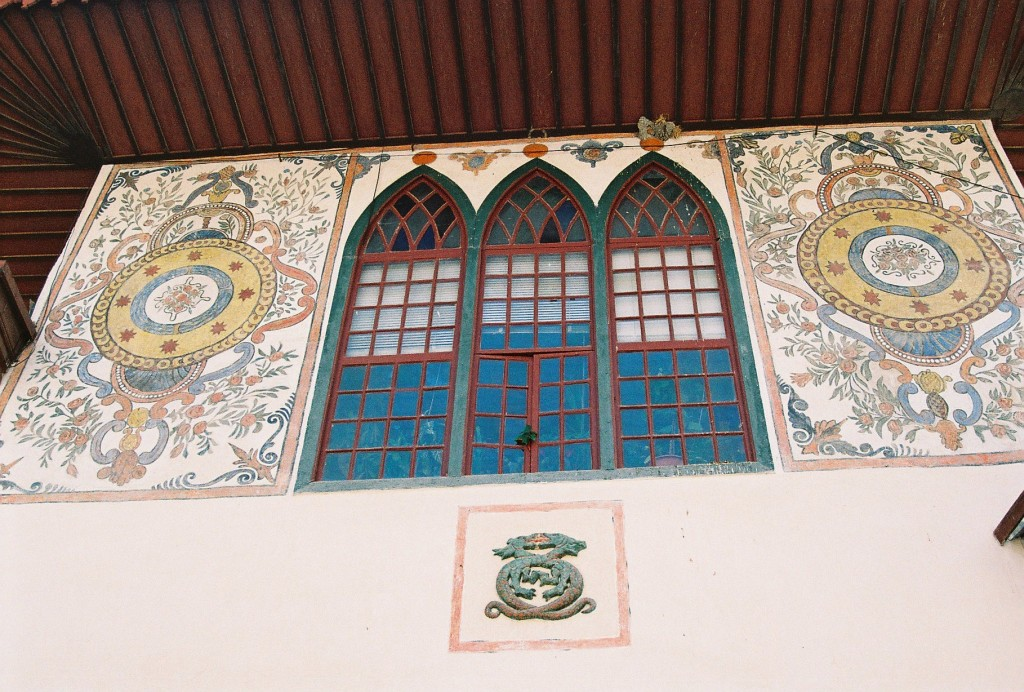
Переплетені змії Гіреїв